# بنك دم الحبل السري

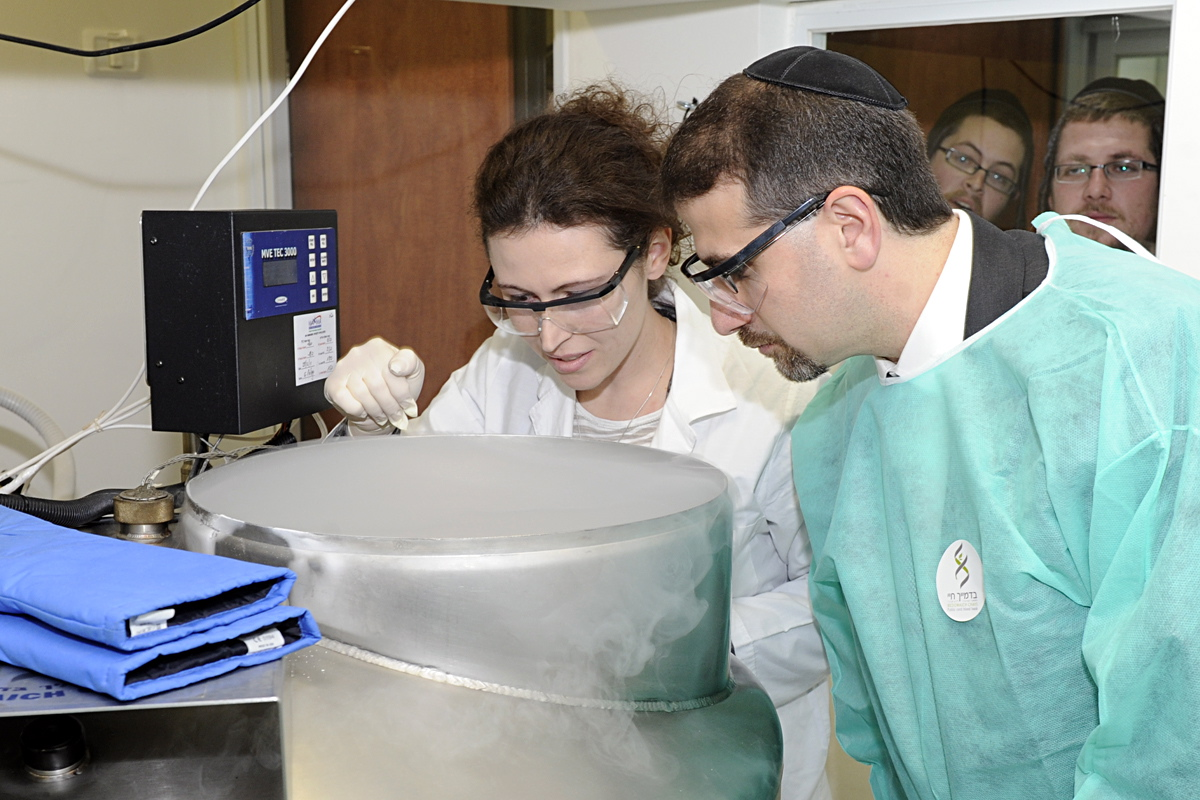

بنك دم الحبل السري هو مرفق الذي يخزن دم الحبل السري ليتم استخدامها في المستقبل. تطورت بنوك دم الحبل السري الخاصة والعامة استجابة لإمكانية وجود دم الحبل السري في علاج أمراض الدم والجهاز المناعي. تقبل بنوك دم الحبل السري التبرعات ليتم استخدامها لأي شخص في حاجة إليها، وعلى هذا النحو تعمل مثل بنوك الدم العامة. تقليديا، تم قبول الخدمات المصرفية الدم العامة الحبل على نطاق أوسع من قبل المجتمع الطبي.
تقوم بنوك دم الحبل السري الخاصة بتخزين دم الحبل السري فقط للاستخدام المحتمل من قبل المتبرع أو عائلة المتبرع. تفرض المصارف الخاصة في العادة حوالي 2000 دولار للمجموعة وحوالي 200 دولار في السنة للتخزين.
تنص سياسة الأكاديمية الأمريكية لطب الأطفال على أن «التخزين الخاص لدم الحبل السري باعتباره» تأمينًا بيولوجيًا «أمر غير حكيم» ما لم يكن هناك فرد من العائلة لديه حاجة حاليًا أو محتملة للخضوع لزرع الخلايا الجذعية.
تلاحظ الأكاديمية الأمريكية لطب الأطفال أيضًا أن احتمالات استخدام دم الحبل السري هي 1 من بين 200000 
في حين يقول معهد الطب إن 14 إجراءًا من هذا النوع تم إجراؤه فقط. التخزين الخاص لدم الحبل السري الخاص بك غير قانوني في إيطاليا وفرنسا، كما أنه لا يشجع في بعض الدول الأوروبية الأخرى. والجمعية الطبية الأميركية تنص على أنه «يجب النظر إلى القطاع المصرفي الخاص في الظروف غير الاعتيادية عندما يكون هناك استعداد للأسرة لحالة يتم فيها تحديد الخلايا الجذعية للحبل السري بشكل علاجي. ومع ذلك، وبسبب تكلفتها، واحتمال الاستخدام المحدود، وعدم إمكانية الوصول إلى الآخرين، ينبغي أن تكون الخدمات المصرفية الخاصة لا ينصح بها للأسر منخفضة المخاطر». 
كما أن الجمعية الأمريكية لزراعة الدم ونخاع العظم والمجلس الأمريكي لأطباء النساء والتوليد يشجعون أيضاً الخدمات المصرفية في القطاع العام ويثبطون الخدمات المصرفية الخاصة بالدم. كل عمليات نقل دم الحبل السري تقريبًا تأتي من البنوك العامة، وليس البنوك الخاصة.
جزئيًا نظرًا لأن معظم الحالات القابلة للعلاج لا يمكنها استخدام دم الحبل السري الخاص بها.
يحتوي دم الحبل السري على الخلايا الجذعية المكونة للدم (والتي يمكن أن تتمايز فقط في خلايا الدم)، ويجب عدم الخلط بينه وبين الخلايا الجذعية الجنينية أو الخلايا الجذعية متعددة القدرات، والتي يمكن أن تتمايز إلى أي خلية في الجسم. الخلايا الجذعية لدم الحبل السري هي من السلالات لخلايا الدم التي يمكن أن تشكل خلايا الدم الحمراء وخلايا الدم البيضاء والصفائح الدموية. هذا هو السبب في كون خلايا الدم الحبل السري المستخدمة حاليا لعلاج الدم والأمراض الوراثية ذات الصلة في الجهاز المناعي، السرطان، واضطرابات الدم. حول إمكانية استخدام الخلايا الجذعية لدم الحبل السري في أغراض أخرى، تقول رابطة المانحين العالمية لنخاع العظام والمجموعة الأوروبية المعنية بأخلاقيات العلوم والتكنولوجيات الجديدة «إن إمكانية استخدام الخلايا الجذعية لدم الحبل السري الخاصة بالطب التجديدي هي فكرة افتراضية محضة في الوقت الحالي. ... لذا فمن المفترض أن تكون خلايا دم الحبل السري المستخدمة للاستخدام الذاتي ذات قيمة في المستقبل» و«شرعية بنوك دم الحبل السري التجارية يجب أن يتم التساؤل عنها لأنها تبيع خدمة لا يوجد لها استخدام حقيقي حاليًا فيما يتعلق بالخيارات العلاجية.»

## التنظيم
في الولايات المتحدة، تقوم إدارة الغذاء والدواء بتنظيم دم الحبل السري تحت فئة «الخلايا البشرية والأنسجة والخلائط والمنتجات القائمة على الأنسجة». إن قانون اللوائح الفيدرالية الذي تنظم به هيئة الغذاء والدواء بنوك دم الحبل العام والخاص هو العنوان 21 القسم 1271. كما تطلب العديد من الولايات الاعتماد، بما في ذلك نيويورك وكاليفورنيا. لا يسمح لأي شركة غير معتمدة في تلك الولايات قانونًا بجمع دم الحبل السري من تلك الولايات، حتى إذا كانت الشركة مقيمة خارج الولاية. يمكن للعملاء المحتملين التحقق من حالة اعتماد نيويورك من بنك دم الحبل السري في نيويورك المرخص لجمعه في نيويورك. كما أن بنوك دم الحبل السري الخاصة والعامة مؤهلة للحصول على الاعتماد الطوعي إما من الجمعية الأمريكية لبنك الدم (AABB) أو مؤسسة اعتماد العلاج الخلوي (FACT). يمكن للعملاء المحتملين التحقق من حالة الاعتماد الحالية للمختبرات من قائمة AABB لمختبرات دم الحبل السري المعتمدة أو محرك البحث الخاص بـ FACT من بنوك دم الحبل السري المعتمدة (على صفحتهم الرئيسية). كما توجد دول أخرى لديها أنظمة خاصة بدم الحبل السري.

## جمع وحفظ دم الحبل السري
يحدث جمع دم الحبل السري بعد قطع الحبل السري ويتم استخراجه من الطرف الجنيني من الحبل، وتحويل ما يصل إلى 75 +/- 23 مل من حديثي الولادة. وعادة ما يتم ذلك في غضون عشر دقائق من الولادة. يمكن جمع خلايا جذعية إضافية من المشيمة. بعد قيام مقدم الرعاية الصحية بسحب دم الحبل السري من الطرف المشيمي للحبل السري، يتم إرسال المشيمة إلى مختبر الخلايا الجذعية، حيث تتم معالجتها للحصول على خلايا جذعية إضافية. يتطلب جمع دم الحبل السري الملائم 75 مللتر على الأقل لضمان وجود خلايا كافية لاستخدامها في عملية الزرع. قبل تخزين دم الحبل السري لاستخدامه في وقت لاحق، فإنه يخضع لفحص الفيروس، بما في ذلك اختبارات فيروس نقص المناعة البشرية والتهاب الكبد باء وجيم، وكتابة الأنسجة لتحديد نوع مستضد الكريات البيض البشرية. سيتم فحصه أيضًا من أجل عدد خلايا الأنوية، (CD34)، والنمو البكتيري والفطري.
بعد التجميع، يتم شحن وحدة دم الحبل السري إلى المختبر ومعالجتها، ثم يتم حفظها بالبرودة. هناك طرق عديدة لمعالجة وحدة دم الحبل السري، وهناك آراء مختلفة حول الطريقة الأفضل. تقوم بعض طرق المعالجة بفصل خلايا الدم الحمراء وإزالتها، بينما تحافظ خلايا الدم الأخرى على خلايا الدم الحمراء. ومع ذلك تتم معالجة الوحدة، يتم إضافة مادة حافظة تبريدية إلى دم الحبل السري للسماح للخلايا للبقاء على قيد الحياة من خلال عملية تبريدية. بعد تبريد الوحدة ببطء إلى −90 درجة مئوية، يمكن إضافتها إلى خزان النيتروجين السائل الذي سيحافظ على تجميد وحدة دم الحبل السري عند -196 درجة مئوية. تعتبر عملية التجميد البطيء مهمة للحفاظ على الخلايا حية أثناء عملية التجميد. لا يوجد إجماع حتى الآن على الإجراءات المثلى لخلايا دم الحبل السري هذه، على الرغم من أن العديد من استراتيجيات الحفظ بالتبريد تشير إلى استخدامها ثنائي ميثيل سلفوكسيد (DMSO)، والتبريد بمعدل بطيء أو خاضع للرقابة، وذوبان سريع.
تستخدم الخلايا الجذعية لدم الحبل السري (رغم أنها عادةً من المتبرعين) في علاج العديد من الحالات التي تهدد الحياة، وبصورة رئيسية الأمراض الوراثية المتعلقة بالدم والجهاز المناعي، والسرطانات، واضطرابات الدم. أول استخدام موثق سريريًا للخلايا الجذعية لدم الحبل السري كان في علاج ناجح لفتى عمره ست سنوات مصاب بفقر الدم المنسوب لفانكوني في عام 1988. ومنذ ذلك الحين، أصبح دم الحبل السري معروفًا بشكل متزايد كمصدر للخلايا الجذعية التي يمكن استخدامها في العلاج بالخلايا الجذعية. وقد أظهرت الدراسات الحديثة أن دم الحبل السري له مميزات فريدة من نوعها على زرع نخاع العظم التقليدي، لا سيما في الأطفال، ويمكن أن ينقذ الحياة في حالات نادرة حيث لا يمكن العثور على متبرع نخاع العظام المناسب. يمكن أيضًا استخدام الخلايا الجذعية لدم الحبل السري للأشقاء والأعضاء الآخرين في عائلتك الذين لديهم نوع نسيج مطابق. للأخوة فرصة بنسبة 25٪ للتوافق، وقد يكون دم الحبل السري مطابقًا للآباء (50٪) والأجداد.

## ملكية دم الحبل السري
اعتبارا من عام 2007، فإن عقود أكبر بنوك دم الحبل السري لا تنص صراحة على أن دم الحبل السري يخص المتبرعين والطفل بكافة الحقوق والامتيازات التي يتوقعها المرء بشكل معقول من الملكية. الغموض يترك الاستخدامات المستقبلية المفتوحة غير المعتمدة من قبل المانحين والطفل. غالبية مرافق مصارف الدم في الحبل السري، تمتلك الأم جميع حقوق دم الحبل السري التي تم إيداعها، حتى يتحول القاصر الذي تم فيه سحب دم الحبل السري إلى ثمانية عشر. في ذلك الوقت، يمتلك القاصر كل الحقوق في دم الحبل السري الخاص به.